# Les bases socials de la qüestió de les dones
Les bases socials de la qüestió de les dones (en rus: Социальные Основы Женского Вопроса) és un llibre d'Aleksandra Kol·lontai publicat l'any 1909, considerat una de les primeres obres feministes marxistes. Kol·lontai analitza diverses qüestions que afecten les dones treballadores des d'una perspectiva marxista i planteja principis i reformes per a una lluita unitària que millori la situació de les dones. Kol·lontai també critica les feministes liberals de reclamar els privilegis dels homes burgesos per a les dones burgeses.
També reivindica la lluita feminista com a originalment proletària. Argumenta que sense el canvi fonamental de la industrialització, en què les dones van passar a treballar a les fàbriques, el feminisme no hauria sorgit. Tot i que reconeix una major independència econòmica, assenyala com el sistema capitalista sotmet les dones a la pobresa i a unes condicions de producció destructives. També indica l'existència de la bretxa salarial.

## Context
Kol·lontai va escriure aquesta obra com a rèplica al Congrés de Dones convocat per feministes liberals russes el desembre de 1908, que reuniria grups de dones d'arreu del país. Va ser el seu primer llibre en què va exposar la posició socialista amb relació a la situació de les dones. Havia de publicar-se poc abans que se celebrés el Congrés de Dones i Maksim Gorki va acceptar publicar l'obra en la seva premsa. No obstant això, la publicació va endarrerir-se per retards en l'enviament del manuscrit a Capri, on vivia Gorky, i finalment va publicar-se el 1909. Kol·lontai va advocar en aquest llibre per unes reivindicacions dels partits socialdemòcrates en relació amb les dones que el seu propi partit havia rebutjat. Tot i això, va mantenir les demandes en una crida a la lluita unitària en nom de les dones treballadores.
En el segon capítol d'aquest llibre, Kol·lontai introdueix una discussió sobre l'amor lliure que seguiria desenvolupant de manera recurrent. Segons ella, l'individu cercava alleugerir la solitud en una relació amorosa, però aquesta era insatisfactòria, per la qual cosa calia construir-ho i cercar-ho a la comunitat.

## Contingut
El llibre explora quatre temes recollits cadascun en un capítol, amb una programa i teoria marxista i un atac a les feministes per la seva insensibilitat a les necessitats de les dones treballadores.

### Capítol I: La lluita per la independència econòmica de les dones
El primer capítol aborda la posició econòmica de les dones, amb dades sobre les nacions industrialitzades per documentar la situació miserable de les dones treballadores. Des d'una perspectiva marxista, Kol·lonati creia que els factores econòmics eren els que causaven la subordinació de les dones. Va presentar els seus arguments amb una anàlisi de la història de les dones basat en Bebel i la feminista socialista alemanya Lily Braun.
El treball de Braun reforçava l'anàlisi de Babel amb un major grau de detall sobre el rol de les dones en l'època medieval. Tanmateix, havia estat condemnat per Karl Kautsky i Clara Zetkin, per la posició revisionista de Braun i per haver parlat de cooperar amb les feministes liberals. Kol·lontai hi va trobar, però, bons exemples sobre la tesi de què les dones en l'edat mitjana eren relativament lliures. Aquestes podien ser autònomes com a artesanes o dones de la casa. En canvi, amb el desenvolupament de la indústria artesanal les dones pobres van rebre una nova dependència, de la qual després el sistema de fàbriques va començar a alliberar-les.

La consciència femenina va augmentar, explica Kol·lontai, quan les dones van poder treballar fora de casa i disposar així d'una major autonomia financera. Gràcies a això, les dones obreres van despertar i poder participar en les revolucions francesa i americana. En canvi, durant aquests esdeveniments les dones burgeses van mostrar-se impassibles. Només al segle xix, quan el capitalisme va empobrir més la classe mitjana, les dones burgeses van veure's amb la necessitat d'entrar al mercat laboral. Va ser llavors quan es van trobar amb resistències dels homes en les professions que ells controlaven.
| «                      | Aquesta lluita va generar el "feminisme": la lluita involuntària de les dones burgeses per unir-se, per confiar les unes en les altres i amb una força comuna rebutjar l'enemic comú: l'home. | » |
| — A. Kol·lontai (1909) | |   |

Tot i reconèixer que una major autonomia financera era un avenç, Kol·lontai no va romantitzar la situació de les dones treballadores. Va assenyalar que les relacions capitalistes feien les condicions de treball insuportables, desastroses per a la dona, per a la salut i la vida, que la porten a una enorme pobresa, amb un sofriment diari. També va indicar les diferències salarials entre homes i dones. Com a causes perquè les dones cobressin menys que els homes, va explicar l'estigma d'haver treballat prèviament en tasques domèstiques no remunerades, una suposició que l'home era el sustentador principal de la família, i una valoració automàticament menor del treball realitzat per elles. Fins i tot, Kol·lontai afirmava que quan els homes i les dones igualment qualificades rebien el mateix sou, es devia principalment a una reducció del salari dels homes, no pas a un augment del de les dones.
Les propostes de Kol·lontai incloïen un treball conjunt a les unions d'obrers per a aconseguir les reformes que hauria d'impulsar el partit socialdemòcrata. És a dir, una jornada laboral de vuit hores, quaranta-dues hores setmanals, una prohibició de les hores extres i la major part del treball nocturn, el final del treball de les dones en indústries perilloses, cures gratuïtes abans i després del part, un permís de deu setmanes de maternitat, serveis d'infermeria en totes les fàbriques, i pauses en la jornada laboral perquè les mares cuidessin els seus nadons.

### Capítol II: el matrimoni i el problema familiar
En el segon capítol, Kol·lontai va partir de la idea polèmica, fins i tot entre marxistes, que s'havia d'acabar amb la forma de família contemporània que sobrecarregava les dones i incentivava l'home a governar la dona. Només amb un canvi econòmic de les famílies, les dones podrien relacionar-se lliurement amb els homes. Per ella, l'abolició de la família burgesa era tan important com els drets polítics o la igualtat salarial.
Com Engels i Bebel, Kol·lontai creia que les dones en la societat burgesa només podien escollir entre el matrimoni o la prostitució, equiparables a l'esclavitud. Tot i que celebrava la decisió d'algunes dones de no casar-se, considerava que això sol no canviava el model familiar. Tanmateix, es va mostrar esperançada pel fet que el capitalisme estava alterant les funcions econòmiques de la família, fins al punt que la família burgesa només servia per passar la propietat d'una generació a una altra, i en la família proletària ni això.
Va criticar les feministes burgeses de predicar sobre l'amor lliure sense oferir propostes viables per a les dones proletàries. El plantejament feminista liberal per a les dones proletàries solteres implicava, a més de mal viure amb un sou insuficient, dur a terme les cures de les criatures soles. Per això, Kol·lontai va proposar que les institucions públiques s'havien de fer càrrec de la criança.
A més, Kol·lontai va assenyalar que en la societat burgesa una dona que volgués ser lliure havia de viure sola. Les relacions no eren d'amor i llibertat, perquè s'educava els homes a tractar les dones com a possessions i les dones a ser subordinades. Per això, creia que hi havia d'haver un canvi revolucionari en la personalitat humana, una reeducació que eliminés la propietat en les relacions humanes per poder crear una comunitat genuïna on homes i dones heterosexuals poguessin trobar la unió que insatisfactòriament buscaven en la societat burgesa.